# Хаджи Шабан
Хаджи Ахмад Шабан (араб. لحاج احمد شعبان; д/н — 15 серпня 1695) — 4-й дей Алжиру в 1688—1695 роках.

## Життєпис
Був одним з алжирських піратів. 1688 року після того, як дей Гусейн Меццоморто перебрався на Балкани, диваном обирається новим деєм Алжиру. Впровадив посаду дефтердара, на яку призначив Мухаммада аль-Аміна. Невдовзі відновив мирну угоду з Францією, яку уклав Мухаммад аль-Амін.
1692 року марокканське військо вдерлося в межі Алжирського регентства, проте Хаджи Шабан зумів відбити напад. Після цього перейшов у наступ, дійшовши до річки Мулуя, де завдав поразки султану Мулай Ісмаїлу. За цим алжирське військо рушило до Фесу. Для припинення війни марокканський султан погодився сплатити данину.
1694 року представник туніської знаті Ібн Шукр запросив Хаджи Шабана повалити династію туніських беїв Мурадидів. У битві біля міста Кеф 24 червня алжирці завдали тунісцям поразки. Невдовзі Хаджи Шабан зайняв Туніс. Зі значною здобиччю повернувся до Алжиру. В тунісі залишив власну залогу, призначивши нового дея Мухаммад Татара. Фактична влада належала Мухаммаду ібн Чекеру, вірному васалу алжирського дея.
Планував приєднати Туніс до Алжирського регентства. Проти цього виникла змова, яку він викрив, а змовників стратив. Проте 15 серпня 1695 року внаслідок повстання війська в Алжирі був повалений та задушений. Новим деєм обрали Хаджи Ахмада.